# Fort (wieża artyleryjska) 31 „Benedykt”
Fort 31 „Św. Benedykt” – fort wieżowy wchodzący w skład Twierdzy Kraków, wybudowany w latach 1853–1856 na Wzgórzu Lasoty w Krakowie, wpisany do rejestru zabytków nieruchomych województwa małopolskiego.

## Historia
Fort został zaprojektowany przez krakowskiego architekta Feliksa Księżarskiego. Jest on również projektantem Fortu 2 „Kościuszko”. Nazwa obiektu pochodzi od pobliskiego kościoła pod wezwaniem św. Benedykta.
Podczas II wojny światowej Niemcy więzili w forcie jeńców francuskich. Obiekt ten wielokrotnie był przebudowywany – m.in. w latach 1893–1905 oraz po roku 1918 i 1945. W latach 1918–1984 adaptowany był na cele mieszkalne.

## Zadanie i położenie
Lokalizacja fortu na wzgórzu Lasoty, na skraju Krzemionek podyktowana była koniecznością obrony przedpola łączącego Podgórze z Krakowem oraz obrony Traktu Lwowskiego (dzisiejsza ul. Wielicka). Fort otoczony jest ulicami: Rękawka, B. Limanowskiego, al. Powstańców Śląskich oraz Starym Cmentarzem Podgórskim.